# Kummani
Kummanni (ittita: Kummiya) era il nome del centro principale del regno anatolico di Kizzuwatna. La sua posizione è incerta, ma si crede che fosse nei pressi Comana, in Cappadocia. 

## Descrizione
Era il principale centro di culto di Teshub, la più importante divinità urrita. Il suo nome urrita Kummeni significava semplicemente "Il Santuario". La città di Kummani continuò ad esistere nella prima età del ferro e appare con il nome di Kumme nei documenti assiri. Si trovava ai margini della sfera d'influenza assira, in un lontano angolo nord-occidentale della Mesopotamia, che separava l'Assiria da Urartu e dagli altopiani dell'Anatolia sud-orientale. Kumme era ancora considerata una città sacra sia in Assiria che a Urartu. Adad-nirari II, dopo la riconquista della città, fece sacrifici per Adad di Kumme.
Le tre principali divinità del pantheon di Urarteo erano "il dio di Ardini, il dio di Kumenu e il dio di Tushpa"